# François Blanc
Pour les articles homonymes, voir Blanc (homonymie) et François Blanc (poète).
François Blanc, surnommé « le magicien de Homburg » ou « le magicien de Monte-Carlo », né le 12 décembre 1806 à Courthézon et mort le 27 juillet 1877 à Loèche-les-Bains, est un homme d'affaires et promoteur immobilier français, organisateur de jeux de hasard. Il est le bâtisseur du quartier de Monte-Carlo, baptisé ainsi en l'honneur du prince Charles III de Monaco, où il fit construire le casino de Monte-Carlo et l'hôtel de Paris.

## Ses origines
Originaire du village médiéval de Courthézon dans le Vaucluse en Provence, il est le fils de Claude Agricol Blanc,, receveur des contributions directes, et de Marie Thérèse Janin. Il naît le 12 décembre 1806 après son frère jumeau, Louis-Joseph,, dit Louis, dans une fratrie de quatre enfants avec Agathe, née en 1797, et Marie, née en 1804,.
François mène une jeunesse paisible dans son village natal. 

## Les grandes étapes de sa carrière

### Bordeaux
En 1834, François et Louis s'établissent à Bordeaux et créent une société de placement. Elle spécule sur les fluctuations des valeurs de la bourse de Bordeaux, en particulier sur les rentes de l'État. Pour être fructueuse, il leur faut connaître, avant leurs concurrents, l'évolution de la bourse de Paris qui détermine celle de Bordeaux.
Les deux frères utilisent le télégraphe Chappe — une chaîne de sémaphores — en corrompant des fonctionnaires chargés de son fonctionnement. Un complice introduisait dans un message officiel, une « coquille », pour signifier « marché en baisse » ou « marché en hausse ». Un autre, à Bordeaux, se chargeait de prévenir les frères, qui avaient une demi-heure d'avance sur les autres agents de change.
Leur stratagème est découvert après deux ans. Lors du procès, ils reconnaissent que le système est techniquement frauduleux, mais qu'ils n'ont causé aucun tort à un investisseur privé. Ils prétendent que tous les financiers font de même. 
En mars 1837, les frères Blanc sont acquittés par la cour d'assises de Tours, au motif qu'il n'existe pas de loi interdisant de recevoir télégraphiquement des informations, quelle qu'en soit la nature. Cet arrêt entraîne la promulgation de la loi du 2 mai 1837, sur le monopole public des télécommunications. 
Plusieurs employés des télégraphes furent poursuivis. Les frères Blanc, défendus par Gustave Louis Chaix d'Est-Ange, et le nommé Guibout, employé du télégraphe, sont condamnés tous les trois aux frais du procès. Ils sont également condamnés à une amende pour corruption de fonctionnaires. 
Ils quittent Bordeaux et s'installent à Paris.

### Paris
À Paris, ils fréquentent les galeries du Palais-Royal. Un grand nombre d'établissements de jeux y officient, dont la maison de jeu de Jacques Bénazet (de), un de leurs amis de Bordeaux. Ils comprennent qu'il y a de l'argent à gagner avec le trente-et-quarante, la roulette, le baccara et l'écarté, les nouveaux jeux à la mode. 
En l'absence de toute réglementation, ils ouvrent une maison de jeux dans une des galeries en bois du très agité Palais-Royal. Le 21 mai 1836, le roi Louis-Philippe cède aux ligues de vertu, et promulgue une loi prohibant « les loteries particulières et les maisons de jeux ». Le 1er janvier 1838, les 18 maisons de jeux du Palais-Royal sont définitivement fermées, ainsi que toutes celles de France.

### Hombourg
Alors que leur ami Bénazet s'installe à Baden-Baden (il y sera surnommé le « roi de Bade »), les frères Blanc s'installent dans le grand-duché de Luxembourg dont la capitale est à l'époque une place forte germanique. Ils reprennent leurs activités autour des jeux de hasard, ouvrent un cercle privé et continuent à s'enrichir.
Le landgrave Louis-Guillaume de Hesse-Hombourg, commandant général de la garnison et gouverneur général de Luxembourg, conçoit les jeux de hasards comme une solution aux problèmes financiers de son petit État, la principauté de Hesse-Hombourg. Il rencontre les frères Blanc et leur propose d'ouvrir ex nihilo une nouvelle station balnéaire avec des jardins, des hôtels et un casino.

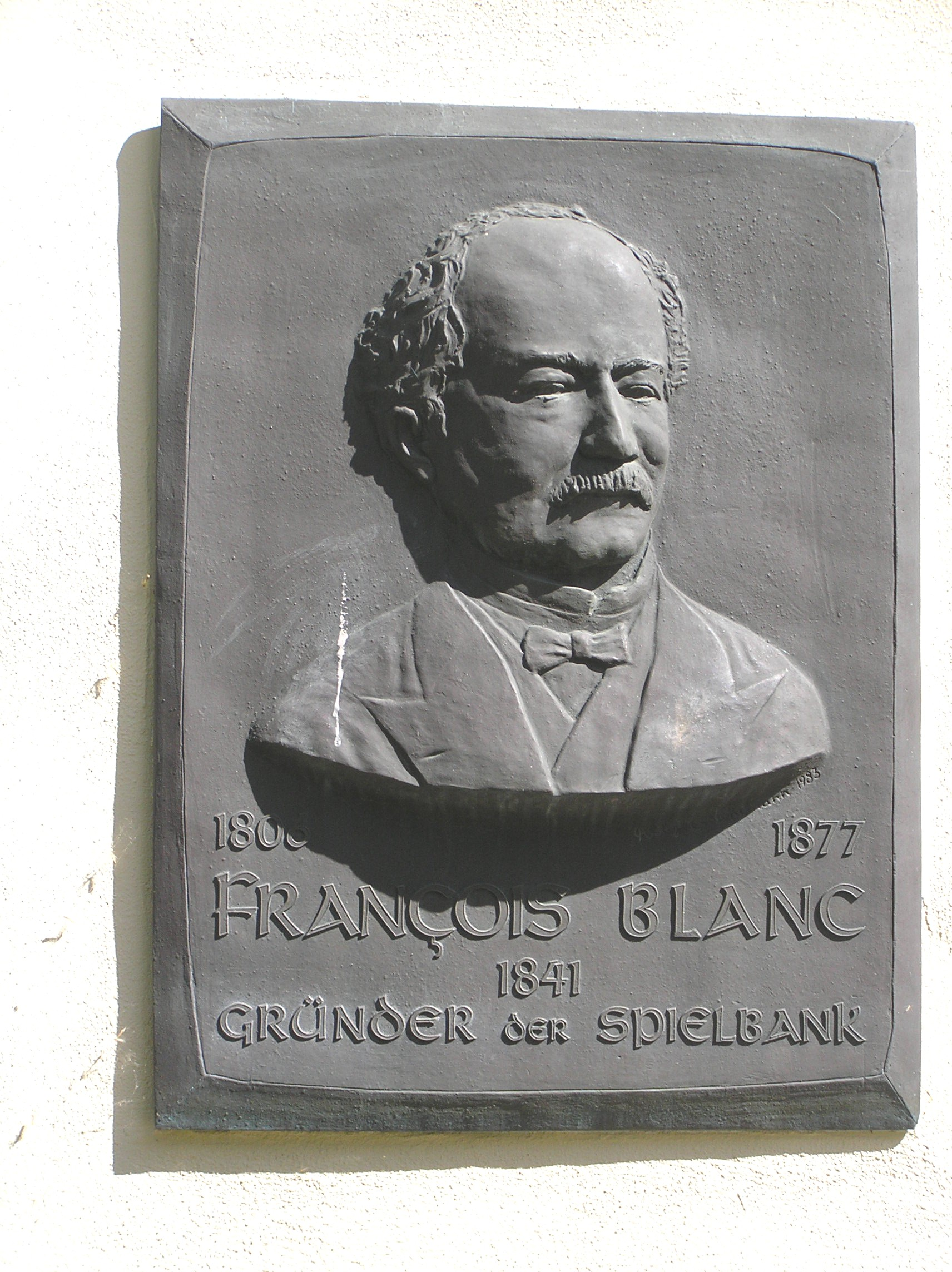
Plaque en hommage à François Blanc (casino Bad Homburg).

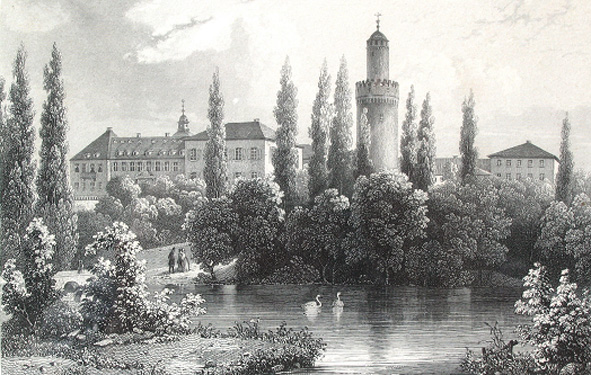
Gravure du château.

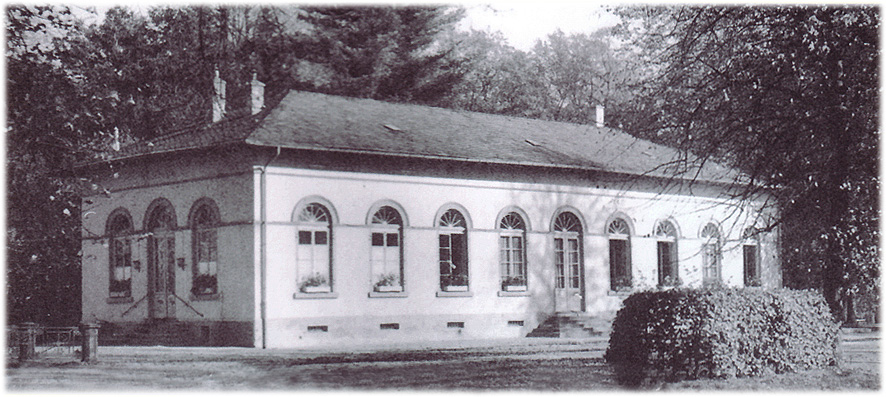
Brunnensälchen (petite salle de la fontaine), vers 1880, emplacement actuel du casino depuis 1949.

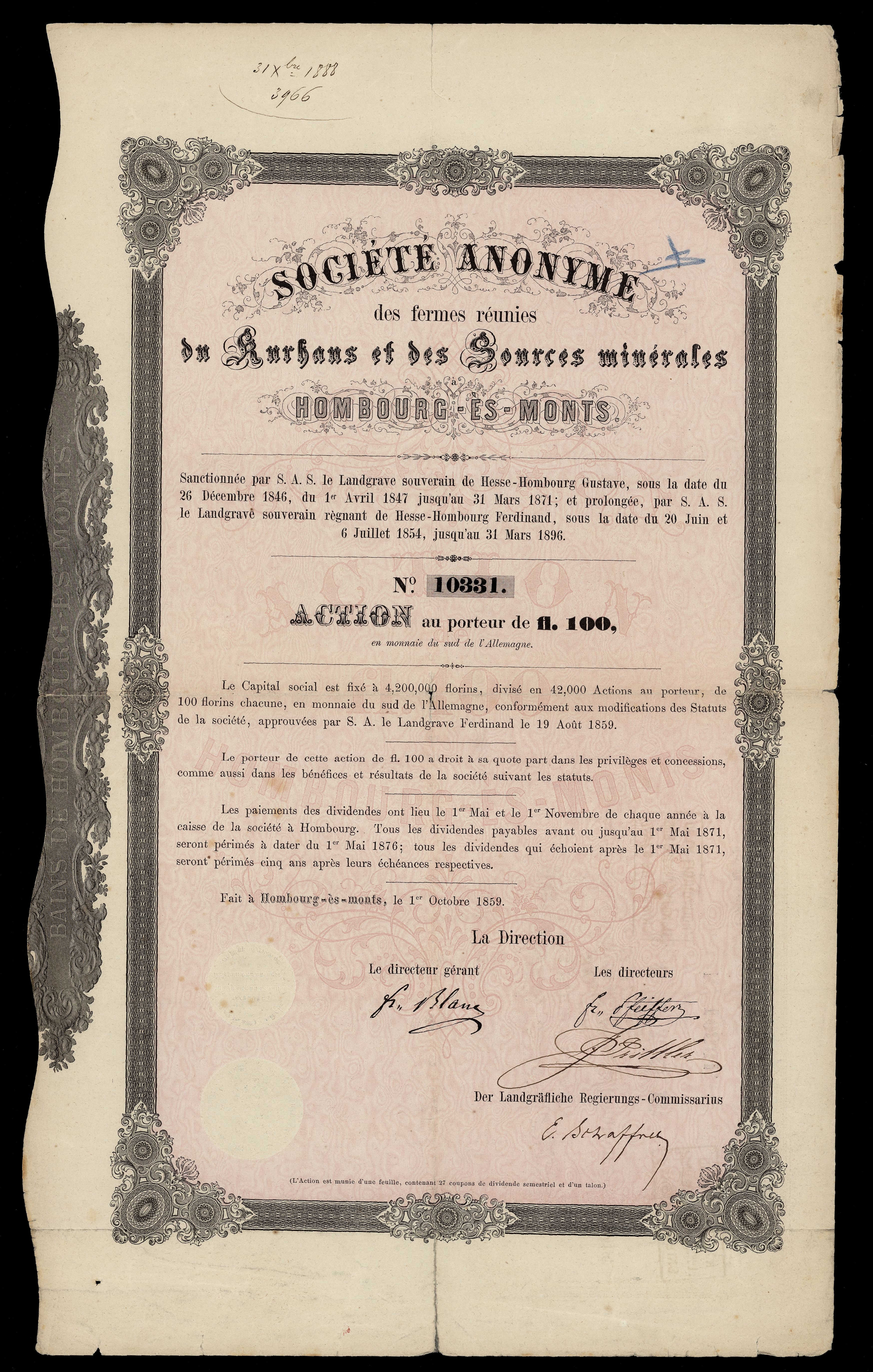
Action de la Société anonyme des fermes réunies du Kurhaus et des Sources minérales à Hombourg-ès-monts en date du 1er octobre 1859, signée par François Blanc.

En quinze jours, un accord est trouvé. Les deux frères mettent leurs talents au service de ce petit État qui croule sous les dettes. Le 29 juillet 1840, le nouveau landgrave, Philippe succède à son frère. Il signe une concession de 30 ans avec les deux frères. Les projets s'enchaînent : casino, établissement thermal, salle de spectacles, salle de bal pour mille personnes, jardins, restaurants et hôtels luxueux construits par d'autres entrepreneurs.
Les deux frères rajoutent des idées novatrices : un casino ouvert toute l'année, de la publicité dans la presse internationale pour les sources thermales et les distractions en tous genres, et, surtout, leurs roulettes qui ne comportent qu'un zéro au lieu de deux, nouvelle règle du jeu qui favorise les joueurs.
La roulette tourne pour la première fois dans le Kurhaus (salle de jeux) le 23 mai 1841. Les gros joueurs arrivent, suivi d'un public mondain, en provenance de toute l'Europe. Dostoïevski fréquentera leurs tapis verts pendant près de dix ans. Seuls de tous les casinos, ils n'interrompent jamais longtemps un jeu, même si un client fait sauter la banque. Le personnel recouvre la table d'un drap noir et attend que l'argent du casino arrive.
François fait la connaissance de Madeleine-Victoire Huguelin. Ils ont deux enfants, hors mariage : Camille et Charles Blanc, en 1847 et 1848. 
En Europe, les jeux d'argent deviennent moins bien tolérés. Dès 1848, le Parlement de Francfort vote une loi, jamais appliquée, de fermeture des établissements de jeux. En 1852, Madeleine-Victoire meurt, puis Louis, déjà malade, décède à Ivry-sur-Seine.
François passe un pacte avec la famille de Marie-Charlotte Hensel. Il a engagée cette jeune Allemande pour sa demeure de Homburg quelques années plus tôt ; elle l'attire par sa vivacité et intelligence : elle ira étudier deux années dans un couvent parisien. Elle deviendra Mme Marie Blanc le 20 juin 1854, à Paris, à 21 ans.

### Monaco

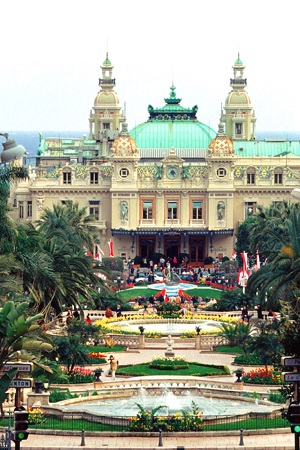
Le casino de Monte-Carlo.

Bad Homburg vor der Höhe n'était fréquentée que durant les beaux jours. En hiver, la clientèle partait sur la Riviera. Le jeu était interdit en France comme en Italie ; Monaco restait le seul endroit où implanter une grande station.
À la suite d'une hausse des taxes due au prince Florestan Ier de Monaco, des révoltes se succèdent ; en 1848, Menton et Roquebrune se proclament « villes libres ». Devant le manque de ressources, le prince Charles III de Monaco, successeur de Florestan Ier, conseillé par sa mère Caroline Gibert, elle-même conseillée par l'avocat parisien Adolphe Eynaud, autorisa le 26 avril 1856, un privilège exclusif de 35 ans pour la création d'un établissement du nom de « Bains de Mer ». À l'intérieur, devait être fondé une maison de jeux. 
Il se tourna vers François Blanc, surnommé « le magicien de Homburg » pour avoir transformé la ville allemande en capitale du jeu. Pour 1,7 million de francs-or, et une somme annuelle de 50 000 francs plus 10 % des bénéfices nets, Blanc obtient pour 50 ans la concession de jeux et signe l'accord le 1er avril 1863. Il fonde la société des bains de mer de Monaco, essentiellement avec ses propres capitaux, et fait entrer dans le capital d'autres investisseurs, comme l'évêque de Monaco et le cardinal Pecci — le futur pape Léon XIII.
Une interdiction généralisée approche sur le territoire germanique. François Blanc et sa femme s'installent à Monaco et gèrent à distance leurs intérêts à Bad Homburg vor der Höhe.
En février 1863, la roulette commença à tourner. François Blanc procédera à Monaco comme à Homburg, en jouant la carte du luxe. Il investit pour développer ce territoire isolé, nommé les Spélugues,  l'actuel Monte-Carlo, qui n'était qu'un hameau, et met en chantier, sur ses deniers, de nombreuses constructions : siège du casino de Monte-Carlo primitif, aménagement des jardins, des voies d'accès et un ensemble de bâtiments destinés aux joueurs. 
Le premier casino de Monte-Carlo de l'ère Blanc est achevé en juillet 1866. Charles III de Monaco rebaptise la colline en Monte-Carlo (mont Charles) en son propre hommage. 
François Blanc contacte la compagnie des chemins de fer de Paris à Lyon et à la Méditerranée et négocie pour faire desservir Monte-Carlo et les établissements luxueux : l'Hôtel de Paris et le Café de Paris. L'Hôtel de Paris surclassait tous les autres palaces du monde, par sa décoration comme par sa cuisine. Des artistes renommés et bien rémunérés sont engagés pour les spectacles. Les journalistes sont gratifiés de 500 000 francs chaque année pour faire la promotion du casino.
La première année, les bénéfices se montent à 800 000 francs, et deux millions trois ans plus tard. En mai 1864, François Blanc supprime le double zéro et introduit à Monaco la roulette qu'il avait inventée avec son frère à Hombourg. Le prince Charles III de Monaco suit les conseils de sa femme Antoinette de Mérode-Westerloo, et abandonne toute levée d'impôts sur la principauté. 
La création d'une route carrossable reliant Nice à Gênes et desservant Monaco, la Basse Corniche, est inscrite dans l'accord du 2 février 1861, ainsi que prolongement de la ligne de la compagnie des chemins de fer de Paris à Lyon et à la Méditerranée. La gare sera largement financée par le couple Blanc.
Le 31 décembre 1872, le chancelier Bismarck fait fermer toutes les maisons de jeux. François Blanc aura régné en maître pendant plus de 30 ans dans Bad Homburg. Le parc thermal de Bad Homburg se surnomme aujourd'hui « Mutter von Monte Carlo » (la mère de Monte-Carlo).
À partir de 1877, le casino suisse de Saxon-les-Bains ferme, et Monte-Carlo reste seul en Europe, jusqu'en 1907, avec la réouverture des casinos français. En 1870, les bénéfices se montent à 5 millions de francs. François Blanc participe au remboursement des dommages de guerre versés à l'Allemagne. Il contribue aussi au montage financier de la deuxième tranche de travaux du nouvel opéra Garnier à Paris, inauguré en 1875.
Souffrant de problèmes respiratoires, François Blanc meurt le 27 juillet 1877 à Loèche-les-Bains en Suisse, où il venait se faire soigner. Il laisse une fortune personnelle de 72 millions de francs. En un peu plus de 15 ans, il est devenu le « magicien de Monte-Carlo ». La destinée de Monte-Carlo reste entre les mains de sa richissime veuve, Marie Blanc, surnommée « Madame Monte-Carlo ». Elle meurt en 1881. Le fils aîné de François Blanc, Camille Blanc, prend la suite jusqu'en 1923. 
François Blanc  est inhumé au cimetière du Père-Lachaise (56e division).

## Ses réalisations majeures
- Co-inventeur (avec son frère) de l'actuelle Roulette Européenne, avec un seul zéro et des mises dites en « prison ».
- Casinos, hôtels et lieux de divertissement à Homburg, comme le Parc thermal de Bad Homburg.
- Casinos, hôtels et lieux de divertissement à Monte-Carlo (Hôtel de Paris, Casino de Monte-Carlo...).
- Mécène de l'opéra Garnier de Paris.

## Citations
- « Le savoir-faire n'est rien sans le faire savoir. »
- « Ici, nous devons donner du rêve, des plaisirs, et de la beauté », à propos de Monaco[23].
- « Rouge gagne souvent, Noir quelquefois, mais Blanc gagne toujours. » Autre version : « Essayez rouge, essayez noir. C'est toujours Blanc qui gagne. »[24]

## Descendance
De sa liaison avec Magdeleine-Victoire Huguelin :
- Camille Blanc (1847-1927), homme d'affaires, promoteur immobilier, marié sans descendance.
- Charles Blanc (1848-1872), célibataire sans descendance.

De son mariage, en 1854, avec Marie Hensel :
- Louise Blanc (1854-1911) qui épouse en 1876 le prince Constantin Radziwill (1850-1920), et a pour enfants Léon Radziwill (1880-1927) et Lise Radziwill (1877-1942), épouse d'Armand de La Rochefoucauld, duc de Doudeauville (1870-1963).
- Edmond Blanc (1856-1920), comte Blanc, dit Edmond-Blanc (titré par bref du pape Léon XIII en 1879)[25],[26],[27]. Constructeur et propriétaire du haras de Jardy et de l'hippodrome de Saint-Cloud, il révolutionnera le monde équestre et sera aussi député et maire de La Celle Saint-Cloud. Ses descendants modifieront leur nom de famille en Edmond-Blanc.
- Marie-Félix Blanc (1859-1882), qui épouse en 1880 le prince Roland Bonaparte ; elle meurt dans des circonstances controversées, après avoir mis au monde Marie Bonaparte, qui sera princesse de Grèce et deviendra amie de Sigmund Freud et psychanalyste.

## Publications
- Projet financier pour venir au secours de l'État dans la situation présente. Aux citoyens membres de l'Assemblée nationale par François Blanc (Plon frères, Paris 1848) - Lire en ligne
- Des valeurs étrangères en France par François Blanc (E. Dentu, Paris 1860) - Lire en ligne
- Des valeurs étrangères et de leur négociation en France par François Blanc (E. Dentu, Paris 1861) (2ème edition)
- De l'influence de l'amortissement sur le crédit public par François Blanc (E. Dentu, Paris 1861) - Lire en ligne
- Des ressources de l'épargne en France et de leur emploi depuis 1852 par François Blanc (E. Dentu, Paris 1863) -  Lire en ligne
- Les capitaux de garantie par François Blanc (E. Dentu 1864) - Lire en ligne

## Pour approfondir